# Scebatiana
Scebatiana (łac. Diocesis Scebatianensis) – stolica historycznej diecezji we Cesarstwie rzymskim w prowincji Byzacena, współcześnie w Tunezji. Obecnie katolickie biskupstwo tytularne.

## Biskupi
| Lp. | Biskup                       | Funkcja                                   | Od                | Do                |
| --- | ---------------------------- | ----------------------------------------- | ----------------- | ----------------- |
| 1   | Acacio Chacón Guerra         | emerytowany arcybiskup Méridy (Wenezuela) | 15 grudnia 1966   | 19 stycznia 1971  |
| 2   | Florentino Zabalza Iturri    | biskup-prałat Lábrea (Brazylia)           | 7 czerwca 1971    | 26 maja 1978      |
| 3   | Miguel Delgado Avila         | biskup pomocniczy Caracas (Wenezuela)     | 13 lipca 1979     | 16 listopada 1991 |
| 4   | Carlito Cenzon               | wikariusz apostolski Baguio (Filipiny)    | 6 lipca 1992      | 10 lipca 2004     |
| 5   | Robert Anthony Daniels       | biskup pomocniczy London (Kanada)         | 21 września 2004  | 1 marca 2011      |
| 6   | Bulus Dauwa Yohanna          | wikariusz apostolski Kontagora (Nigeria)  | 2 lutego 2012     | 2 kwietnia 2020   |
| 7   | Francisco César García Magán | biskup pomocniczy Toledo (Hiszpania)      | 15 listopada 2021 |                   |